# Cathédrale de Huesca
La cathédrale de la Transfiguration du Seigneur (en espagnol : catedral de la Transfiguración del Señor), également connue comme la cathédrale Sainte-Marie (en espagnol : catedral de Santa María), située à Huesca, est la cathédrale catholique du diocèse de Huesca, dans la région d'Aragon en Espagne.

## Historique
Construite en style gothique, sa construction a débuté à la fin du XIIIe siècle et s'est terminée au début du XVIe siècle.
Le projet d'édification de la cathédrale de Huesca débuta à l'époque de Jacques Ier d'Aragon (1213-1276). C'est un peu tard, comparé aux autres églises de la région qui datent de l'époque romane. Cela est dû au fait qu'à Huesca le culte catholique s'officiait dans la mosquée Aljama jusqu'à la fin du XIIIe siècle. Peu après que le nouvel évêque de Huesca, neveu de Jacques Ier, Jacques Sarroca, a été consacré, le roi estima qu'il était indécent de célébrer le culte chrétien dans une mosquée musulmane, et, en 1273, proposa la construction d'une nouvelle cathédrale. Cependant, plusieurs problèmes retardèrent le début des travaux jusqu'en 1294. Le plan initial proposait une construction de trois nefs, avec cinq chapelles rayonnant autour du chœur et un transept.
Entre 1294 et 1309, on érigea le chœur avec cinq absides. Simultanément, on édifia le mur nord du transept avec sa porte en plein cintre et l'édifice annexe, qui remplit les fonctions de sacristie et d'archive. Plus tard, on confia la construction des chapelles latérales à l'initiative de particuliers.

## Protection
La cathédrale fait l’objet d’un classement en Espagne au titre de bien d'intérêt culturel depuis le 3 juin 1931.

## Galerie

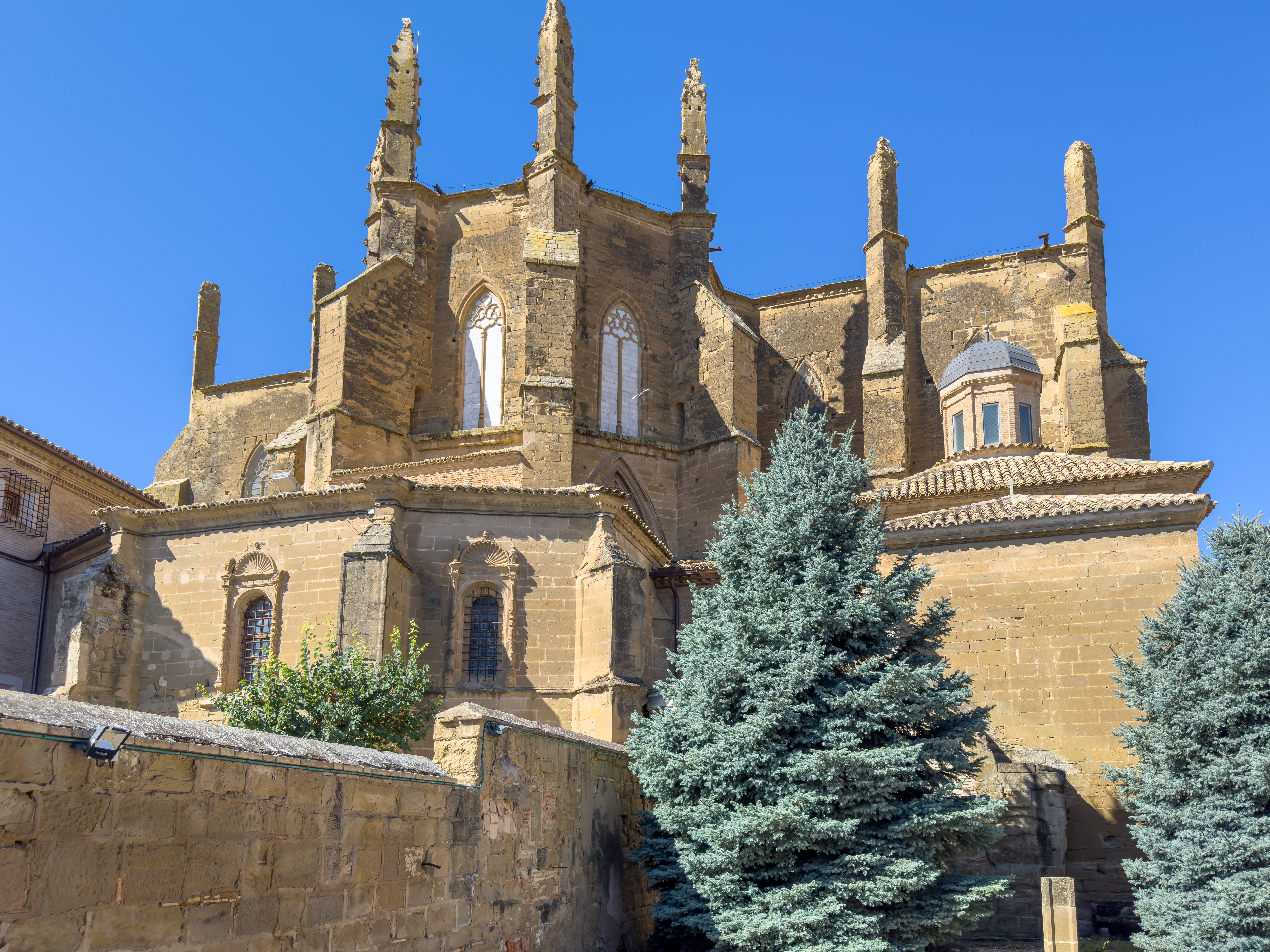
L'abside.
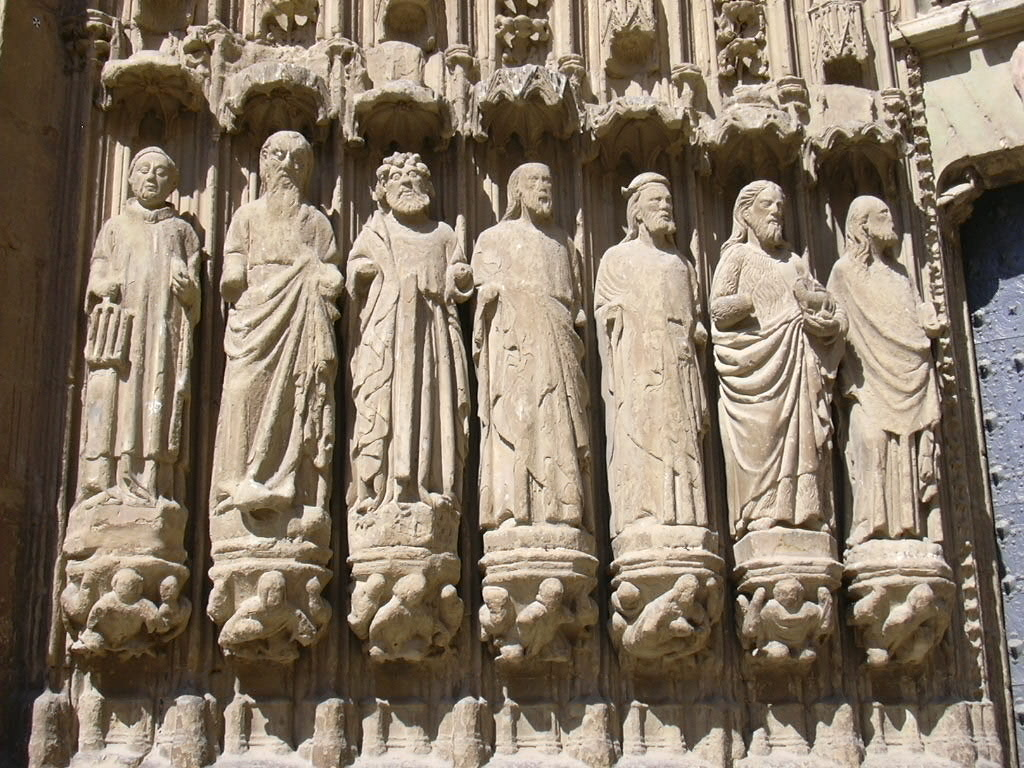
Détail du portail.
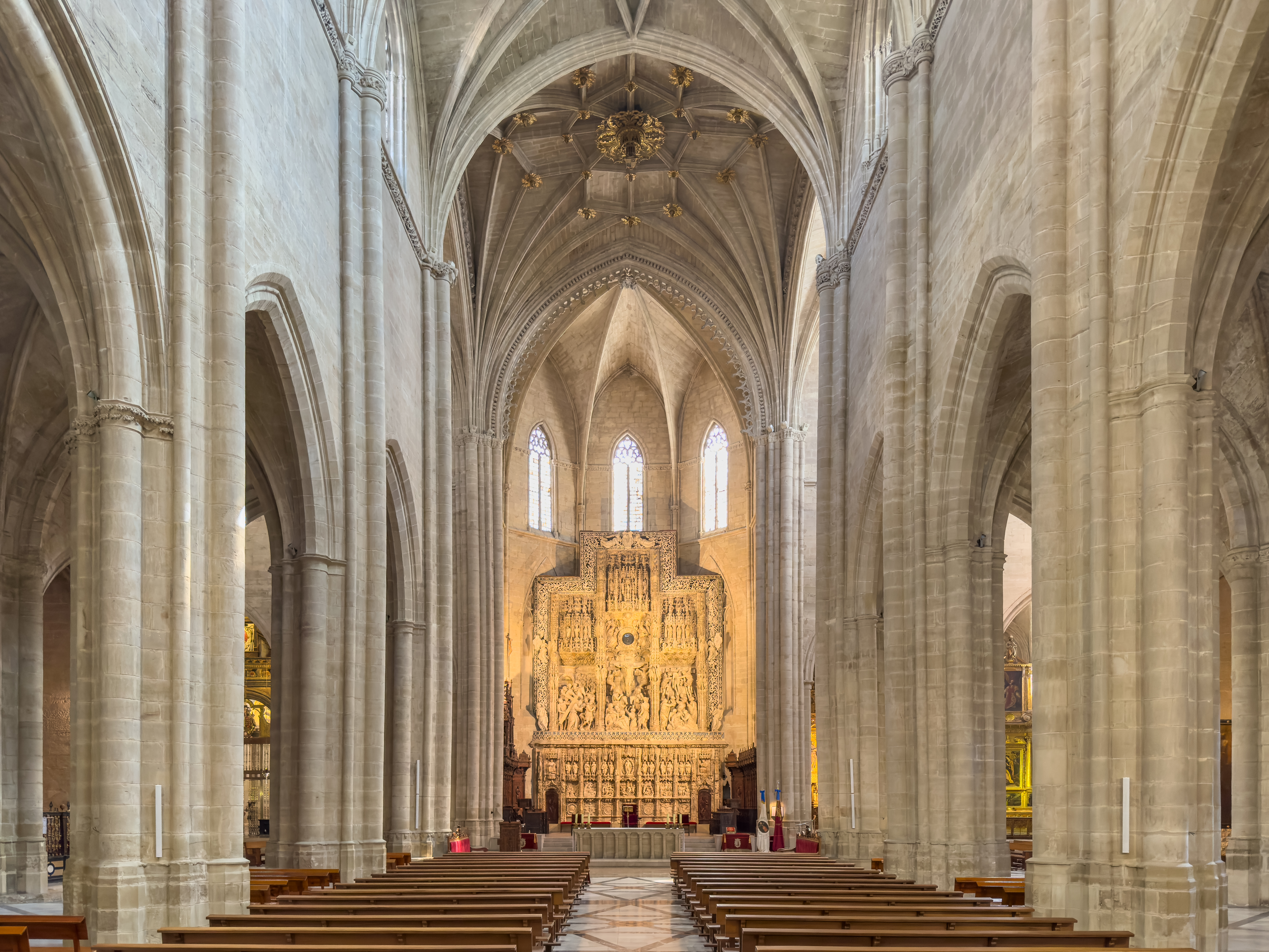
La nef vers le chœur.
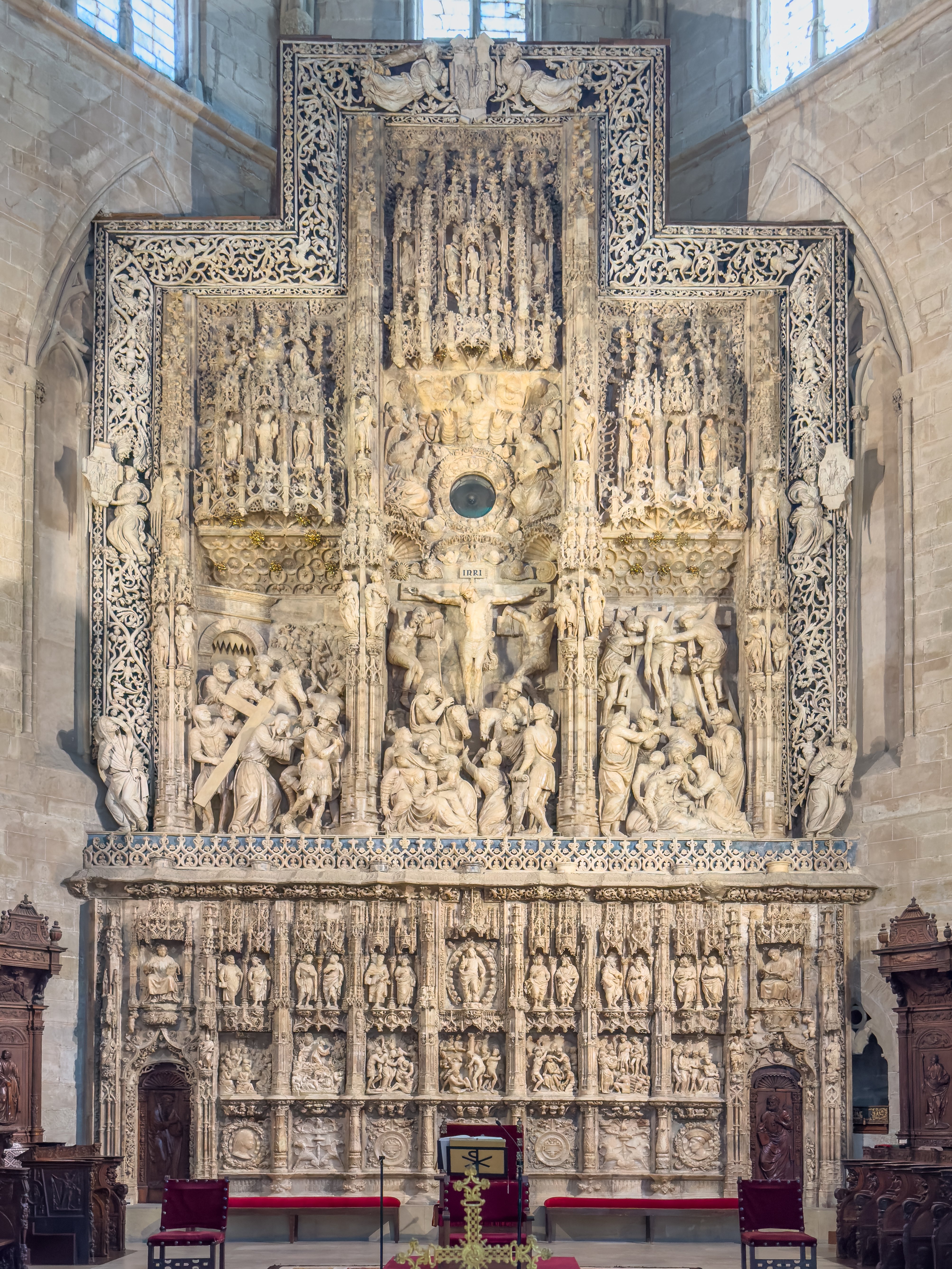
Le maître-autel avec son retable.
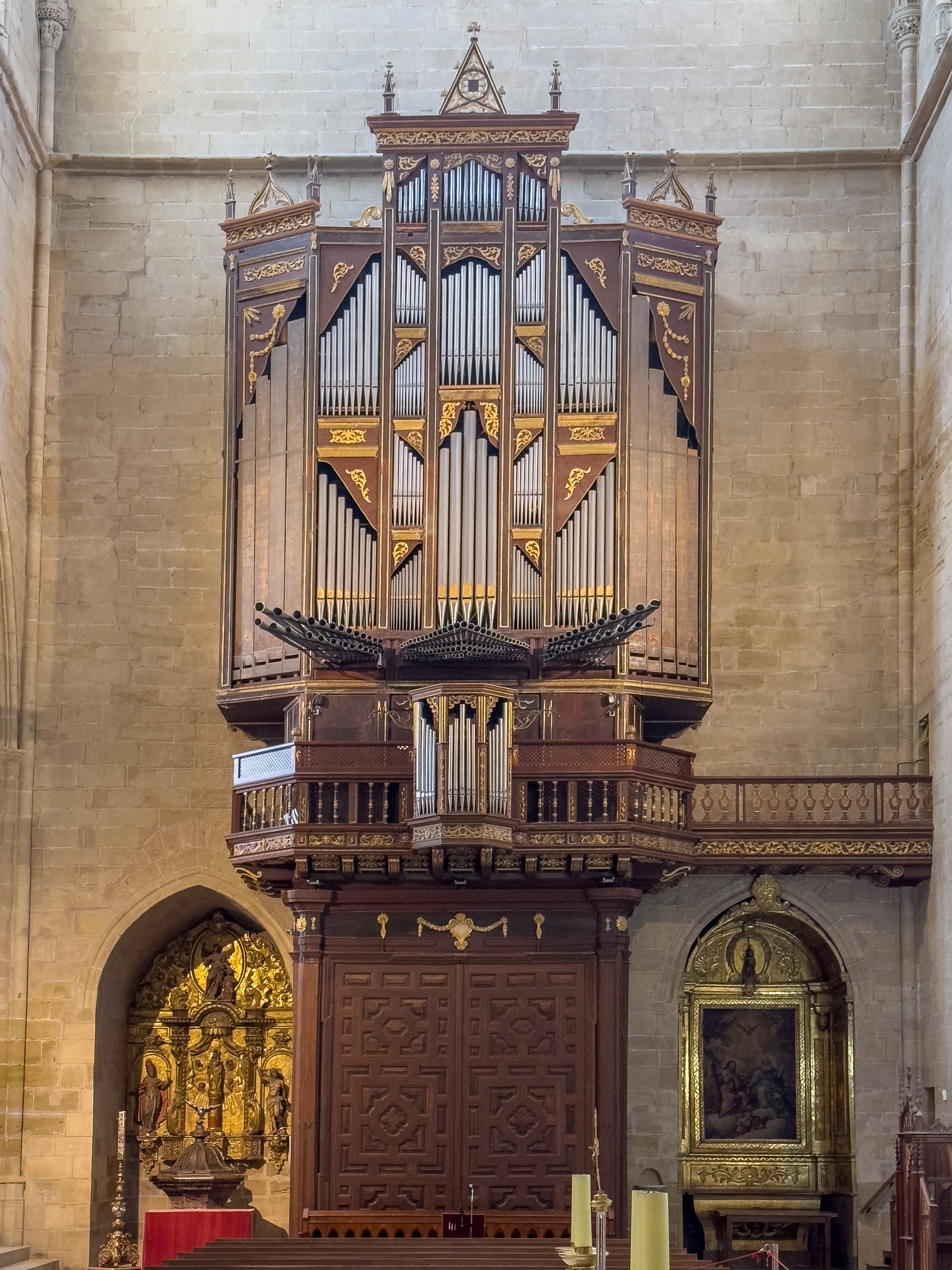
L'orgue.
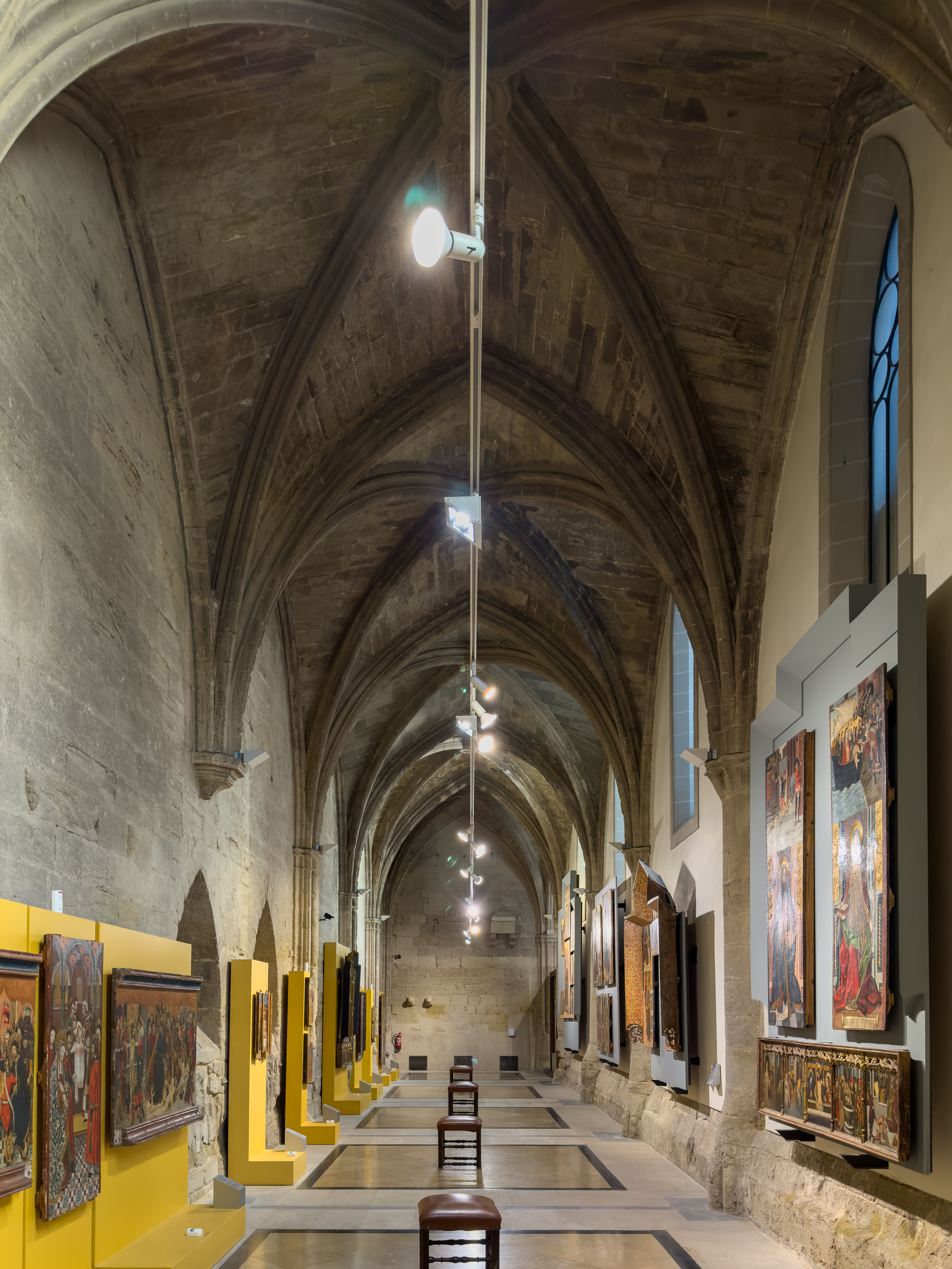
Musée diocésain dans le cloître gothique.